# Gabriella Sleisz
Gabriella Sleisz (ur. 1 sierpnia 1990 roku) – węgierska zapaśniczka walcząca w stylu wolnym. Zajęła trzynaste miejsce na mistrzostwach świata w 2019. Piąta na mistrzostwach Europy w 2011, 2013, 2016 i 2018. Szesnasta na igrzyskach europejskich w 2015 i czternasta w 2019 roku.
Siódma w Pucharze Świata w 2014. Ósma na Uniwersjadzie w 2013, gdzie reprezentowała Szent István University z Gödöllő. Akademicka wicemistrzyni świata w 2016 i trzecia w 2012 roku.
Mistrzyni Węgier w 2011, 2016 i 2017 roku.